# 河村花
河村 花（かわむら はな、2001年（平成13年）10月28日 - ）は、日本の女優。愛知県出身。スターダストプロモーション制作3部所属。

## 略歴
- 中学3年生の時、雑誌で見た小松菜奈に憧れ小松と同じ事務所に自ら応募する。

- 芸能活動を始めてからも地元である愛知県に在住し、愛知県を中心に活動している。（2020年4月現在）

## 人物
- 趣味は茶道、絵本集め、吉本新喜劇観賞。
- 特技はピアノ、書道（6段）、剣道（2段）、新体操など。
- 地元の日進児童合唱団には6歳から高校1年生まで所属していた。
- 小学生の時にバスケットボールをしていた[1]。

## 出演

### テレビドラマ
- 越路吹雪物語 第21話・第26話（2018年2月5日・12日、テレビ朝日）
- 10の秘密（2020年1月14日 - 3月17日、カンテレ制作・フジテレビ） - 泉崎真衣 役
- 翔べ!工業高校マーチングバンド部〜泣き虫先生が僕らに教えてくれたこと〜（2020年4月4日、中京テレビ） - 小嶋杏梨 役
- あなたは一宮モーニングで謎を解く（2021年2月28日、中京テレビ） - 木曽川麗 役
- 金田一少年の事件簿 File06（2022年6月19日、日本テレビ） - 紫乃（少女期） 役
- ヒロイン誕生!ドラマチックなオンナたち 第1話（2022年10月3日、NHK） - 主演・坂井泉水 役[2]
- 女神の教室〜リーガル青春白書〜（2023年1月9日 - 3月20日、フジテレビ） - 天野向日葵 役[3][4]
- 沼オトコと沼落ちオンナのmidnight call 〜寝不足の原因は自分にある。〜 第4話「オーガニック沼」（2023年9月21日、テレビ東京） - ヒロイン・椎名文香 役[5][6]
- 痛ぶる恋の、ようなもの（2024年3月8日 - 29日、テレビ東京） - ヒロイン・臼井都 役（小川未祐とダブルヒロイン）[7]
- Believe-君にかける橋- 第5話・第6話（2024年5月23日・30日、テレビ朝日） - 半田紗月 役

### 映画
- ニセコイ（2018年12月21日、東宝） - 宮本るり 役
- 胸が鳴るのは君のせい（2021年6月4日、東映 / 2022年2月9日、韓国[8]） - 酒井みどり 役[9]
- Gメン（2023年8月25日、東映） - 里中唯 役[10]
- アングリースクワッド 公務員と7人の詐欺師（2024年11月22日、ナカチカピクチャーズ / JR西日本コミュニケーションズ） - 熊沢夏美 役[11]
- うちの弟どもがすみません（2024年12月6日、松竹） - 沢木萌音 役[12]
- かくかくしかじか（2025年5月16日、ワーナー・ブラザース） - みっちゃん 役[13]
- この夏の星を見る（2025年7月4日、東映） - 山崎晴菜 役[14]

### ショートムービー
- 東京メモリー（2017年10月10日） - 主演
- まだあの頃（2022年2月15日） - 主演

### 舞台
- オープニングナイト ～桜咲高校ミュージカル部～ - ヒロミ 役（2021年7月8日 - 7月11日、日本青年館ホール）
  - 再演（2021年11月1日 - 11月7日、新国立劇場中劇場）
- 粛々と運針（2022年3月8日 - 27日、PARCO劇場・4月8日 - 10日、森ノ宮ピロティホール）[15]

### 情報番組
- ドデスカ!ドようびデス。（2021年4月3日 - 2024年3月16日、メ〜テレ）
- 地球タクシー（2023年5月 - 、NHK） - 語り[16]
- スイッチ!（2024年4月 - 、東海テレビ） - 金曜コメンテーター

### バラエティ番組
- 欽ちゃんのアドリブで笑（ショー）（2019年8月4日・2020年1月26日・2月2日・9日・16日、NHK BSプレミアム）
- アメトーーク! ホリケンふれあい旅 にんげんっていいな（2019年12月19日、テレビ朝日）
- 前略、大徳さん（2020年3月29日、中京テレビ）
- 痛快TV スカッとジャパン（2021年2月8日、フジテレビ）
- アメトーーク! 運動神経悪い芸人（2022年12月30日、テレビ朝日）ショートドラマ

### MV
- DELMO「春のスキマニ」（2018年4月）
- 宮本浩次×桜井和寿 「東京協奏曲」（2021年9月）
- リュックと添い寝ごはん 「home」（2021年12月）
- WATWING「Honey, You!」（2022年7月14日）
- This is LAST「言葉にして」（2023年12月）

### CM
- TOKAI（2018年7月）
- 名古屋鉄道「EMOTION!」（2018年10月）
- ソニー損害保険 火災保険（2023年3月24日 - ）[17]

### 広告
- 日本オプティカル ハートアップ「リンダ」（2020年3月）[18]
- 第一回 全国高校生花いけバトル 春の全国選抜大会（2020年）- イメージキャラクター